# اچ‌دی ۱۵۱۵۶۶
اچ‌دی ۱۵۱۵۶۶ یک ستاره است که در صورت فلکی آتشدان قرار دارد.